# فيكي فريدريك
فيكي فريدريك (بالإنجليزية: Vicki Frederick)‏ هي ممثلة أمريكية، ولدت في 1954 في جورجيا في الولايات المتحدة.

## وصلات خارجية
- فيكي فريدريك على موقع IMDb (الإنجليزية)
- فيكي فريدريك على موقع ألو سيني (الفرنسية)
- فيكي فريدريك على موقع ميوزك برينز (الإنجليزية)
- فيكي فريدريك على موقع أول موفي (الإنجليزية)
- فيكي فريدريك على موقع قاعدة بيانات برودواي على الإنترنت (الإنجليزية)
- فيكي فريدريك على موقع قاعدة بيانات الأفلام السويدية (السويدية)
- فيكي فريدريك على موقع قاعدة بيانات الفيلم (الإنجليزية)
- فيكي فريدريك على موقع كينوبويسك (الروسية)